# Rokselana
Rokselana odnosno Hürrem (perz. خرم, tur. Hürrem – nasmijana, vesela); također i Haseki Sultannem Hürrem; rođena kao pravoslavka Anastasija ili Aleksandra Lisowska (Rohatyn, Poljska, današnja Ukrajina) (1503. – 1558.) (Carigrad, Osmansko Carstvo) bila je najmoćnija sultanija u povijesti Osmanskog Carstva, zakonita supruga sultana Sulejmana, majka šestoro Vladareve djece, upraviteljica Harema, humanitarka, a nakon smrti princa Mustafe jedina nasljednica carske titule Valide sultanije (hrv. Majke sultanije).
Također je bila poznata kao Rokselana (prema turskom "Ruslana": u prijevodu "Rus'ka žena"), zatim kao Rus'ka (stari naziv koji se odnosi na Ukrajinku), Ruzijak i Rosa. Rokselana je u turskoj povijesti ostala jedna od najcjenjenijih povijesnih ličnosti; osim što se izborila za svoju slobodu i ravnopravnost, utjecala je kao žena na kulturnu, socijalnu i vanjsku politiku Osmanskog Carstva što do tada nikada nije bilo zabilježeno.
Bila je prva žena koja je razmjenjivala diplomatska pisma sa kraljem Poljske.

## Biografija
Sultanija Hürrem je rođena u zapadnoj Ukrajini 1503. godine, u gradu Rohatynu, kao kršćanka Aleksandra ili Anastasija Lisowska. Njezin otac je bio pravoslavni svećenik. Oteta je u jednom od pohoda Krimskih Tatara, nakon čega je s 14 godina prebačena na poluotok Krim, odakle je prodana kao robinja te poslana u Istanbul. U Istanbulu je prodana na osmanski dvor, u palaču sultana Sulejmana I. Ubrzo je zavela sultana, te mu rodila princa Mehmeda, a nakon toga je Vladaru rodila još petero prinčeva i jednu sultaniju. Sultan oslobođa Hürrem ropstva 1529. godine, a 1530. se vjenčaje s njom, čime je prekinuta 130 godina duga tradicija nevjenčavanja osmanskih sultana. Tim činom Hürrem se od statusa konkubine uzdiže do položaja prave sultanije. Ostala je upamćena kao velika humanitarka, također i kao prva žena koja je svojim postupcima utjecala na vanjsku i unutarnju politiku Osmanskog Carstva. Nakon smrti princa Mustafe postaje jedina nasljednica titule Majke sultanije, jer su jedini preostali nasljednici Prijestolja bili njeni sinovi.                                                               17. travnja 1558. godine umire u Istanbulu, u Topkapi palači, osam godina prije Sulejmana.

## Dolazak na dvor
Ibrahim Paša (1493. – 1536.) je sultanu Sulejmanu I. poklonio mladu Aleksandru. Ona se našla u haremu koji je obuhvaćao oko 300 robinja. Rokselana, koja je imala vatreno crvenu kosu, opisana je kao nježna, vitka, ljupka i očaravajuća. Uz to je bila veoma inteligentna, živahna i vesela, 
rado se smijala i šalila.
Kao i sve mlade haremske dame, ona je u početku dobivala lekcije turskog jezika i islama. Učila je čitanje i pisanje, sastavljanje nježnih ljubavnih pisama, šivanje i pletenje, pjevanje, ples, sviranje jednog glazbenog instrumenta, pa i vježbanje ljupkog i gracioznog hoda. Neobično lijepe i zanosne robinje, koje su imale šanse postati sultanove miljenice, učene su još i erotskim vještinama. Dvanaest najatraktivnijih i najtalentiranijih robinja su bile određene kao „gedikli“, to jest sultanove sobarice, koje su imale obvezu oblačiti sultana, kupati ga i hraniti ukusnim jelima. Kao moguće gošće u sultanovoj postelji mogle su također postati njegove miljenice, „ikbal“. U slučaju da su ostale trudne i rodile djecu svom gospodaru, dobile su počasno zvanje sultanske „konkubine“ ili „kadine“. 
Rokselani nije bilo teško privuči Sulejmanovu pažnju. Uostalom, njena karizma je privlačila svakoga u haremu, zbog čega je brzo dobila ime „Hürrem“ (nasmijana). Nije dugo trebalo da postane i sultanova miljenica. Nije služila samo kao partnerica i kao majka mogućih nasljednika, nego se pokazala i kao dobar sugovornik i iskrena prijateljica, pa čak i kao životna suputnica. S Hürrem je mogao pisati pjesme ili voditi političke diskusije. Ona je uz to bila u stanju davati mu dobre savjete i imala je razumijevanja za njegove strahove koje je jedino njoj mogao priznati. Baš poput njegovog prijatelja Ibrahima, znala je svojim šarmom i veseljem otjerati Sulejmanovu melankoliju. Sulejman je tako sve češće odlazio Hürrem i zanemarivao svoju prvu ženu Mahidevran († 1580., porijeklom iz Albanije), koja je nosila nadimak Gülbahar „proljetni cvijet“. Sultaniju Hürrem je Sulejman oslobodio ropstva učinivši je slobodnom ženom, a nakon toga ju je i oženio čime je prekinuo stoljetnu tradiciju kojom se osmanski sultani nisu vjenčavali.

## Život na dvoru
U to vrijeme u Sulejmanovom Haremu nije baš vladao mir. Mletački (venecijanski) poslanik Pietro Bragadino obavijestio je senat svoje države u tajnoj depeši o jednoj gruboj raspravi između prve i druge sultanije, između Mahidevran Gülbahar i Hürrem, u kojoj je prva drugoj čupala kosu i izgrebala lice. Sulejman je kasnije imenovao najstarijeg sina Mustafu kao upravitelja sandžaka Saruhana. Njegova majka Mahidevran je shodno osmanskom protokolu morala putovati s njim.
Od tada je Sulejman bio zajedno samo s Hürrem. Nastojao je ispuniti Hürrem sve želje i bio ju je spreman oženiti, što se za nekih 130 godina nije dogodilo kod osmanskih sultana. 
Godine 1530. bila je raskošna svadba, koju je Englez Sir George Yang komentirao: „Ove nedjelje se u gradu dogodio jedan sasvim izvanredan događaj, koji je dosad neviđen u povijesti Carstva. Ceremonija je održana u saraju (dvoru) i veselje je prešlo sve do sada poznate mjere. Velike ulice bijahu noću osvijetljene i bilo je mnogo glazbe, i gozbe je bilo dosta za sve ljude. Kuće su ukrašene cvijećem, i svugdje su donijeti ležajevi na kojima su ljudi satima sjedili na svoje veliko zadovoljstvo. U starom hipodromu je podignuta velika tribina na kojoj su mjesta za caricu i njene dame ograđena zlatnom ogradom. Tu su carica i njen dvor prisustvovali jednom raskošnom turniru, u kojem su sudjelovali kršćanski i muslimanski jahači, zatim akrobati i mađioničari, i jedna procesija divljih zvijeri i žirafa, čiji su dugi vratovi skoro dodirivali samo nebo... Ljudi mnogo govore o svadbi i nitko ne može reći što ona u stvari znači.“

## Obitelj
Nakon svog uspona na osmanskom dvoru, Hürrem je u Europi postala poznatija kao Rokselana (Ruslana). Sa sultanom Sulejmanom I. je imala šestero djece: Mehmed (1521. – 1543.), Mihrimah (1522. – 1578.), Abdullah (1522. – 1524.) Selim, (1524. – 1574.), Bajazid (1525. – 1561.) i Džihangir (1531. – 1553.). Svi sinovi osim Selima koji će naslijediti oca, boležljivog Džihangira i Abdullaha koji je umro još kao dijete, poginuli su u borbi za sultanov tron.
| Ime                | Rođ.  | Smrt  | Bilješke |
| ------------------ | ----- | ----- | --- |
| princ Mehmet       | 1521. | 1543. | Umro u dobi od 22 godine, od boginja. Imao jednu kćer. |
| sultanija Mihrimah | 1522. | 1578. | Jedina je Sulejmanova kći. Udala se za Rustem-pašu, Hrvata iz Butomira. |
| princ Abdullah     | 1522. | 1524. | O njemu se malo zna jer je umro još kao dvogodišnje dijete od smrtonosne bolesti. |
| princ Selim        | 1524. | 1574. | Dobio je ime po svom djedu Selimu I., a 1566. je nasljedio svog oca na prijestolju Osmanskog Carstva. Prije stupanja na prijestolje uz pomoć svog oca, ubio je dva svoja brata, ujedno Bajazita i njegova četiri sina, te princa Mustafu (polubrata). Njegovo kraljevsko ime je bilo Selim II. Imao je nadimak "žuti" (plavi) jer je svojim svjetlijim izgledom ličio na svoju majku. |
| princ Bajazit      | 1525. | 1561. | Stalno se sukobljavao sa Selimom II. oko državnih pitanja, a na kraju i oko prijestolja. Na kraju su Selim II. i Sulejman Veličanstveni dali ubiti Bajazita i njegova četiri sina. |
| princ Džihangir    | 1531. | 1553. | Bio je zadnje dijete Hürrem i Sulejmana. Džihangir je rođen kao dječak s degeneracijama na tijelu. Džihangir je tijekom svoje 22 godine života bio nepokretan i konstatno bolestan i slab. Hürrem je većinu svog vremena posvećivala njezinu vječito bolesnom Džihangiru. On je razvio blizak odnos s dvadeset godina starijim polubratom Mustafom. Navodno su Hürrem i Sulejman dali ubiti Mustafu koji je predstavljao prijetnju za tron, nakon čega je blizak mu Džihangir umro od boli i tuge tri mjeseca poslije. |

## Vanjske poveznice
- Rokselana – neopjevana heroina, medijski članak (eng.)[neaktivna poveznica]